# El Ferragut
El Ferragut és una obra de les Preses (Garrotxa) inclosa a l'Inventari del Patrimoni Arquitectònic de Catalunya.

## Descripció
Edifici civil orientat a ponent amb teulada a dues vessants. El material de construcció és pobre i les llindes són de fusta a les finestres i a les portes posteriors. A la planta baixa hi ha les quadres i s'accedeix a la casa per unes escales de pedra treballada.
En una finestra hi figura la data de 1761.
A la part dreta hi ha un forn i al darrere un pou i dues entrades petites. A la dreta de la casa i separades d'aquesta hi ha una pallissa i una era.

## Història
Documentada per primera vegada el 1183. Antigament s'anomenava "Mas Fons".
La seva construcció data del segle xv, si bé va ser ampliada diverses vegades, principalment durant el segle xviii.